# Rondokubismus

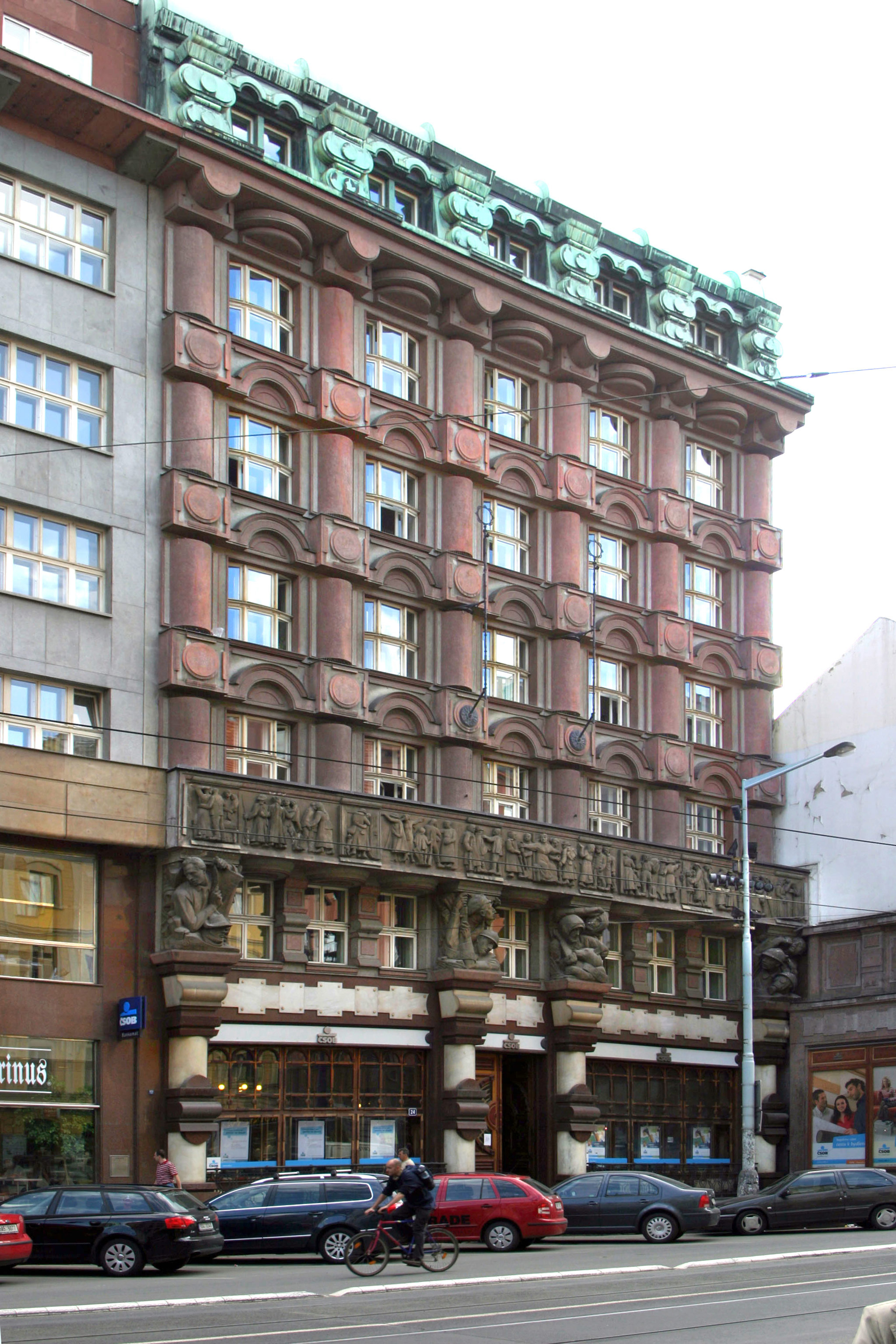
Budova Legiobanky Josefa Gočára

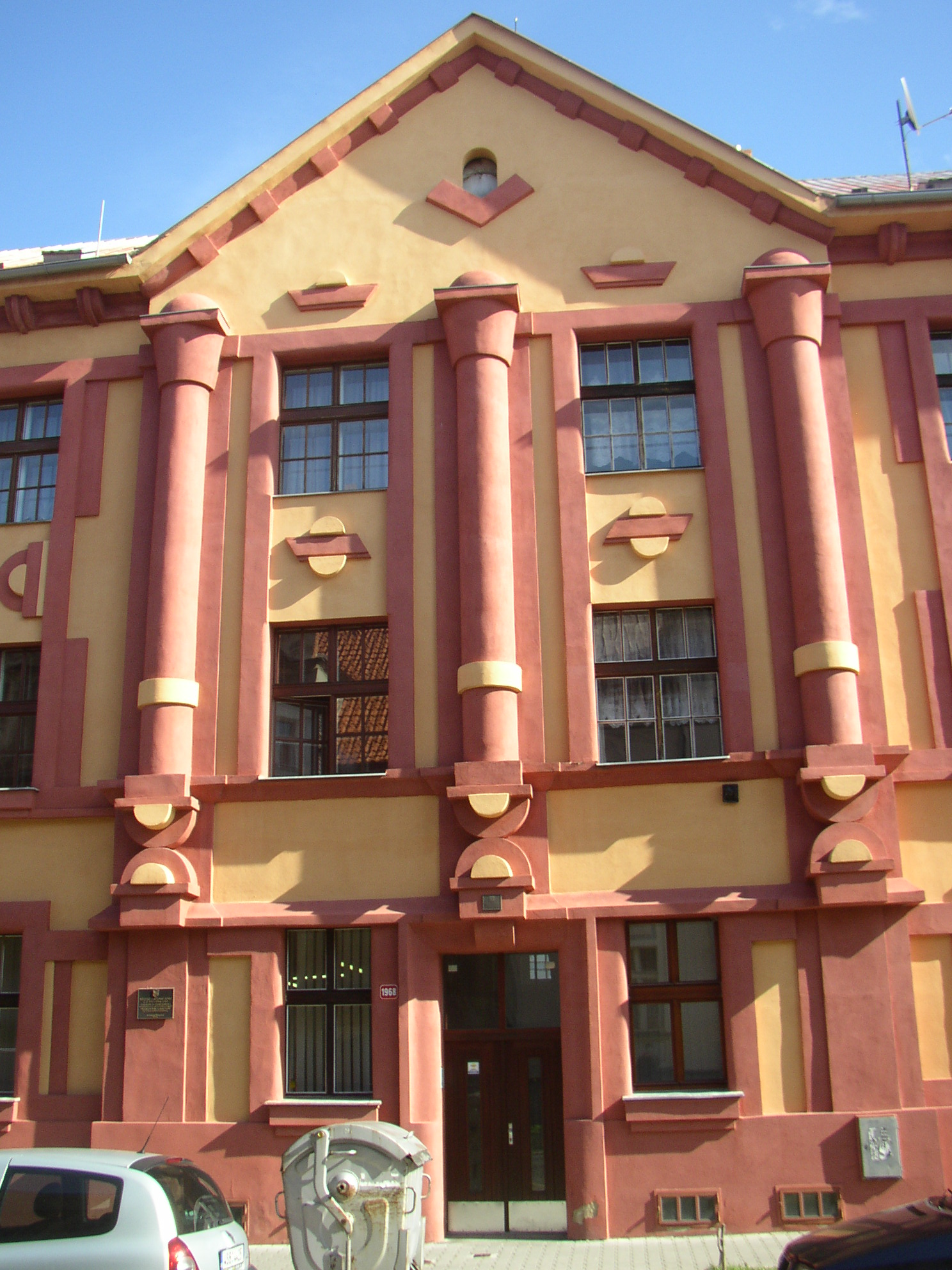
Činžovní dům z r. 1923 na Kladně (Maroldova 1968), autoři Václav Košař a Jan Pilař

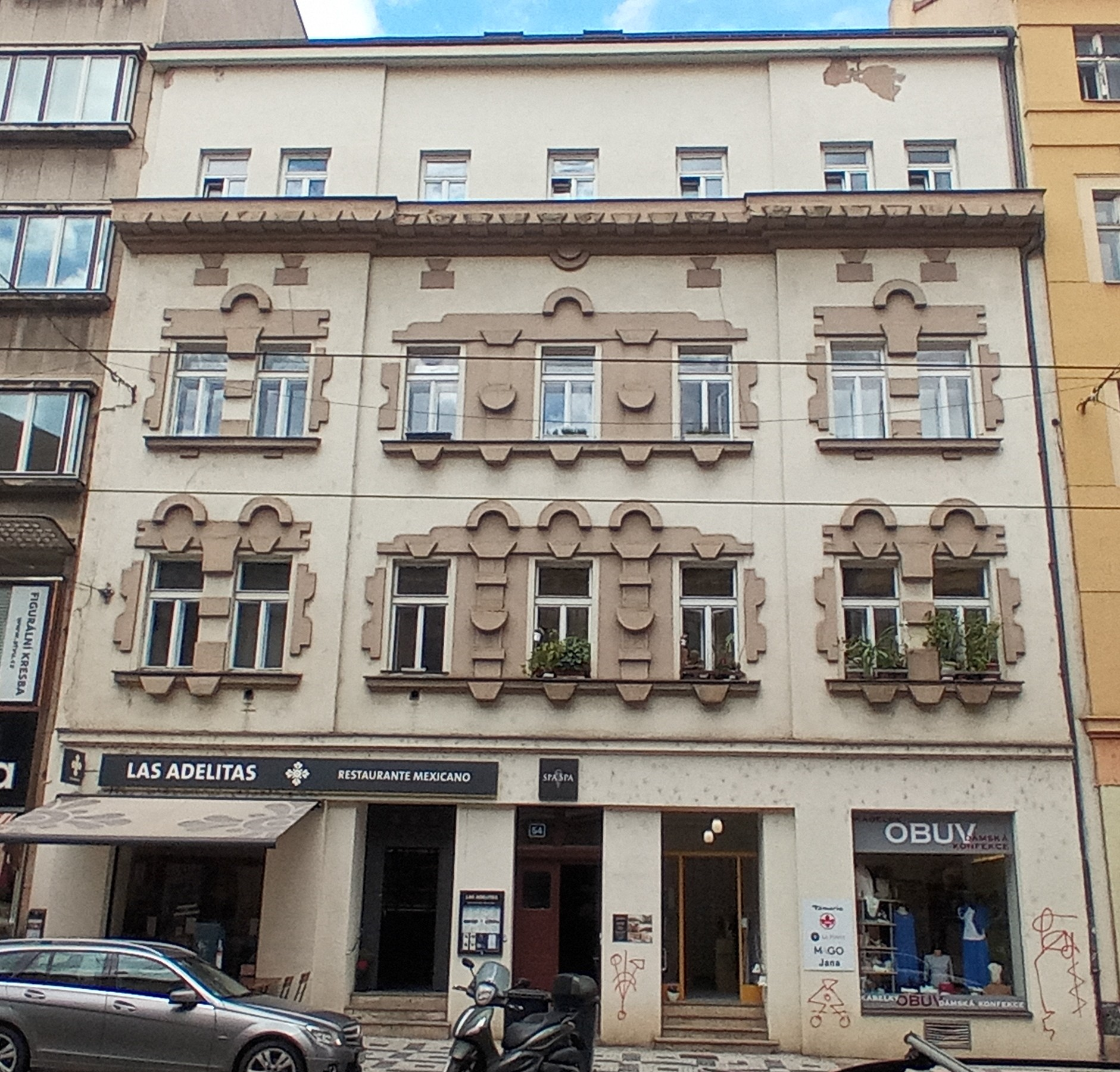
Dům v Holešovicích v ulici Milady Horákové, č. p. 388

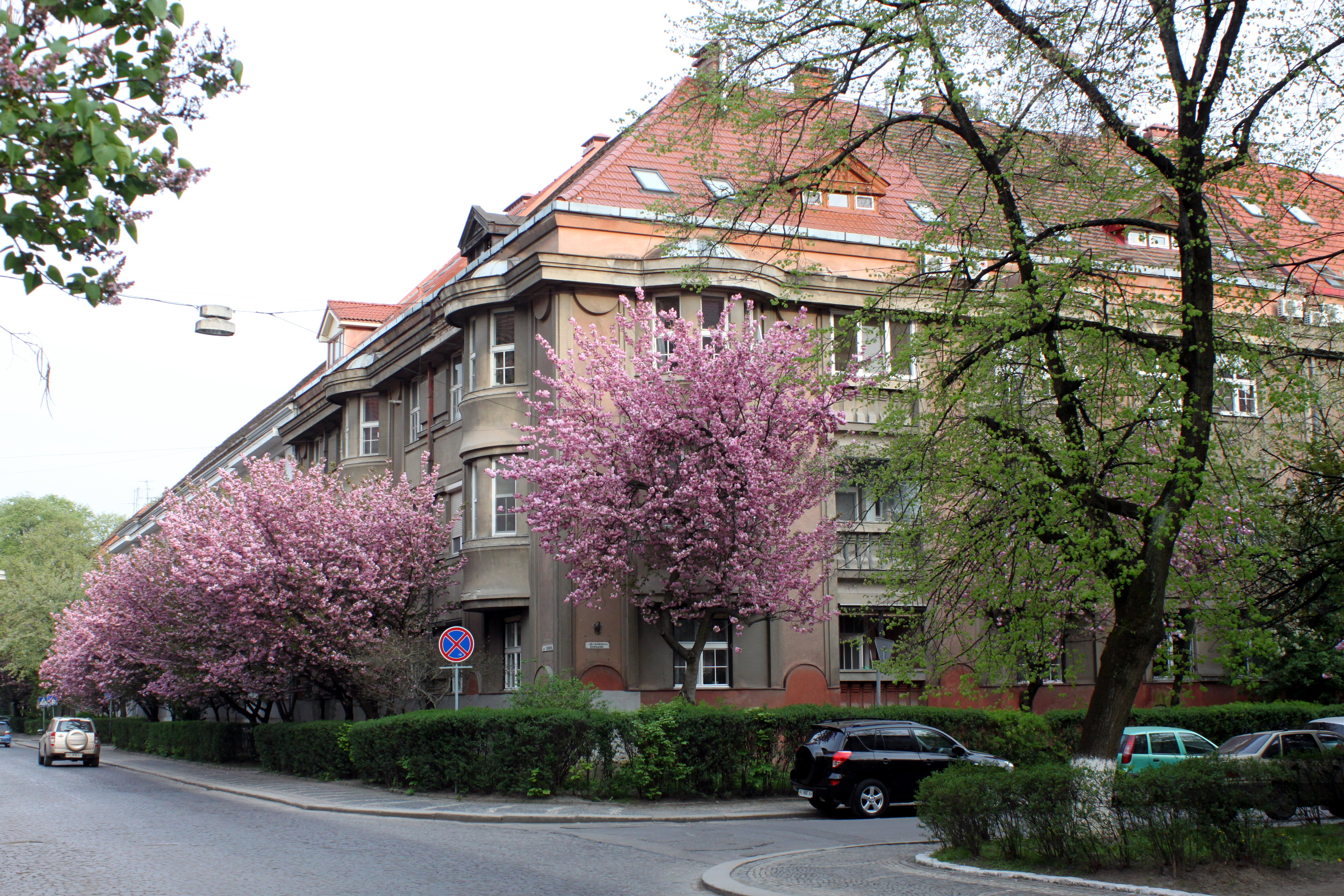
Obytný dům na náměstí 17, Užhorod

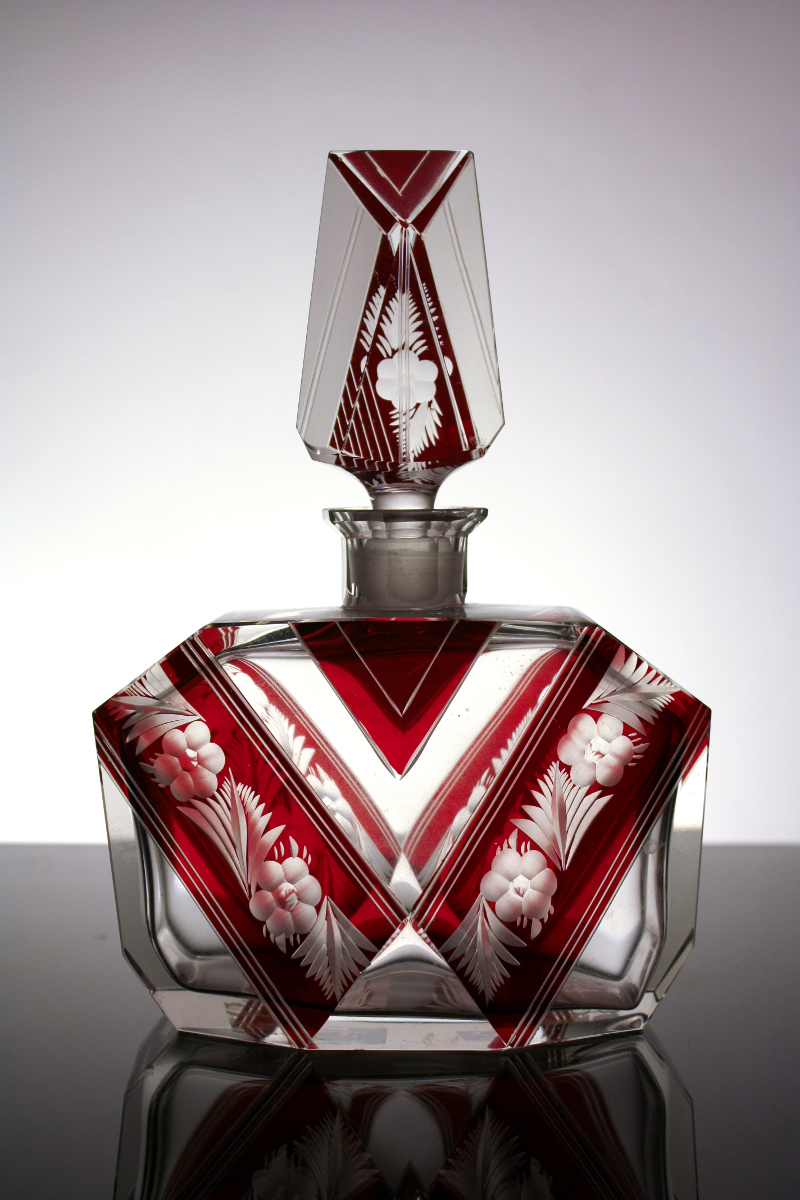
Karafa ve stylu Art deco

Rondokubismus (neboli obloučkový kubismus), české art deco, styl Legiobanky, národní styl, národní dekorativismus nebo třetí kubistický styl je řada pojmů užívaných pro označení vyhraněného stylu architektury a užitého umění existujícího především na začátku 20. století během první republiky v Československu.V počátcích byl tento svébytný[zdroj?] styl historiky umění naprosto opomíjen. První – negativní – reakce pocházejí od funkcionalistických historiků umění, kteří tímto směrem pohrdali, obdobně jako kubismem. K určité rehabilitaci docházelo od 50. let 20. století. V 90. letech dochází ke snaze umístit tento specificky český styl do evropského kontextu art deco.[zdroj?]

## Architektura

### Praha
- Pavel Janák – Vila v Hodkovičkách (1921–1922)
- Josef Gočár – Legiobanka (1921–1923)[1]
- Pavel Janák – Palác Adria (1923–1924)[1]
- Ladislav Machoň – Vila Josefa a Karla Čapka (1923–1924)
- Alois Dryák – Radiopalác (1922–1925)[1]
- Eduard Hnilička – Kolonie Šumava (1923–1924)
- Jaroslav Vondrák – Vondrákova vila (1929)[1]

### Pardubice
- Pavel Janák, František Kysela – Pardubické krematorium (1921–1923)[1]
- Josef Gočár – Anglobanka (1924–1925) (dnes budova Komerční banky)
- Ladislav Machoň – Machoňova pasáž (1924–1925)[1]
- Karel Řepa – Vila Viktora Kříže (1925)

### Hradec Králové
- Josef Gočár – Anglobanka (1923)

### Děčín
- Jaroslav Herink – Bytové domy pro Obecně prospěšné, stavební bytové družstvo v Podmoklech n. L. a okolí (1923–1925) (dnes Lidové bytové družstvo v Děčíně)

### Liberec
- Franz Radetzky – Ruprechtický reprezentativní dům (1929)

### Třebíč
- Josef Gočár - UP Závody (1922)

### Bratislava
- Dušan Jurkovič – Legiodomy (1923)
- Klement Šilinger – Nájemní dům na Legionářské ulici (1921)

- Klement Šilinger – Anatomický ústav lékařské fakulty Univerzity Komenského (1925)
- František Krupka – Středoškolský internát (1925)

### Užhorod
- Obytný dům, nábřeží ''Nezaležnosti'' 17 (1925)

### Jugoslávie

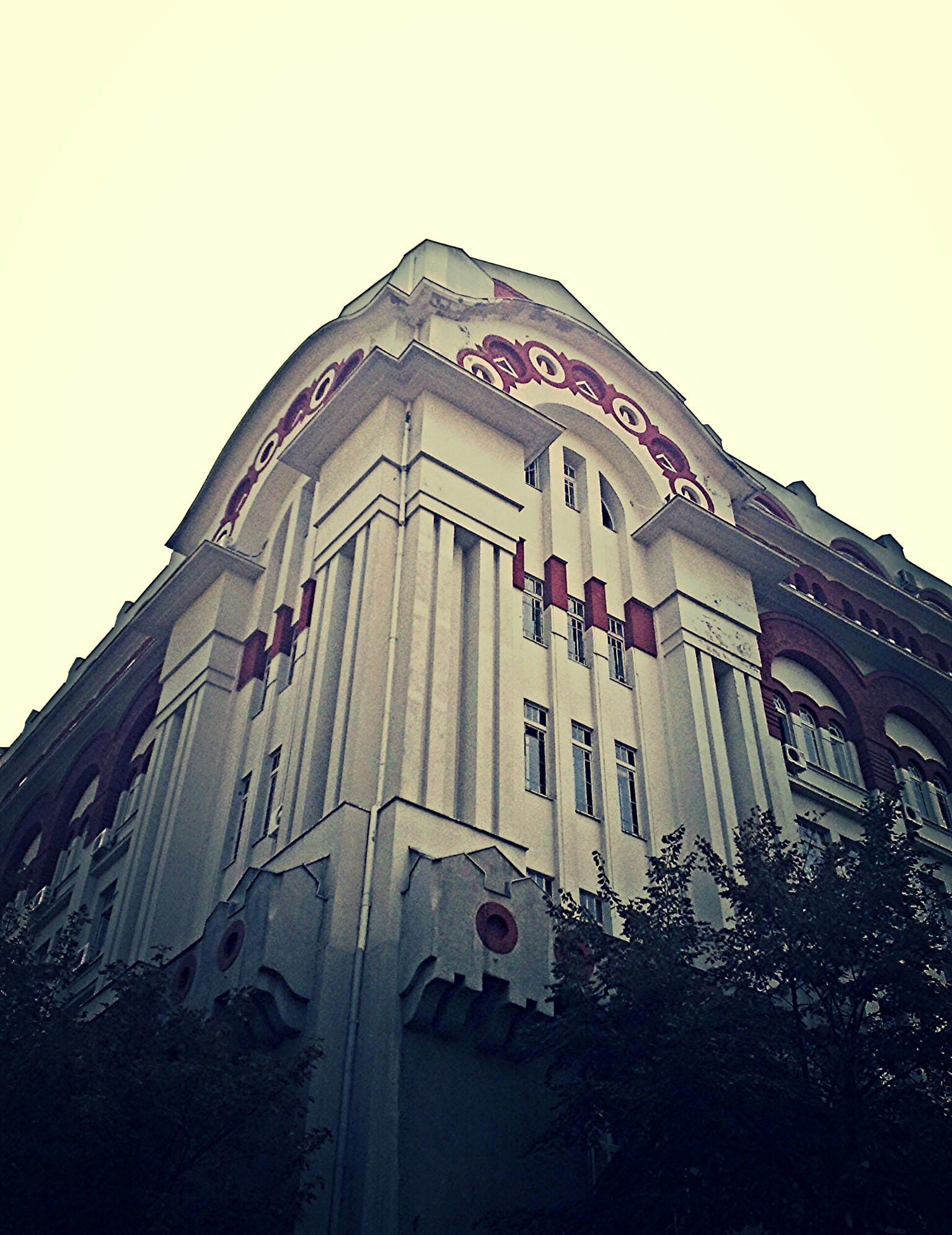
Budova muzea pošt v Bělehradě ovlivněná českým rondokubismem.

V Jugoslávii byl tento architektonický sloh zastoupen jen velmi zřídka, většinou vlivem importu v zemi působících českých architektů nebo přejímkami od nich od místních architektů. Setkat se s ním lze u několika staveb např. v dnešní srbské metropoli – v Bělehradě.
Srbské, chorvatské a slovinské architektonické obci byl rondokubismus jako architektonický styl velice cizí. I po první světové válce zde přežívaly ještě předválečné inspirace, především v podobě historizujících stylů a široce rozšířeného akademismu. Stavby, které v té době vznikaly (např. Palác SANU na ulici Knez Mihajlova v centru Bělehradu) odkazují na architekturu ještě konce 19. století.
Zájem o rondokubismus v prostředí nově vzniklého Království Srbů, Chorvatů a Slovinců, byl iniciován především z hlediska hledání nových dekorativních stylů. Rodící se jugoslávská architektura hledala vlastní identitu a mnohdy se obracela směrem k folklorním motivům. Vliv rondokubismu se tak prolínal s vlivem několika dalších evropských architektonických škol a např. v Srbsku s domácím srbsko-byzantským stylem. Čistě nebyl uplatněn na žádné budově, nicméně lze jej vystopovat např. na budově dnešního poštovního muzea v Bělehradě, které bylo dříve budovou ministerstva pošt a kterou projektoval architekt Momir Korunović. Právě Bělehrad jako hlavní město tehdejší mnohonárodnostní monarchie byl místem, kde probíhal v 20. a 30. letech minulého století velmi čilý stavební ruch a našlo uplatnění velké množství stylů, navíc zde existovala i početná česká komunita (mimo jiné i v oblasti stavitelství a architektury, zastupovali ji např. Jan Dubový nebo Matěj Blecha).
Vystopovat jeho vliv je také možné na továrně Janezovy strojírny v Lublani, resp. na projektu budovy z dubna 1922.

## Sochařství
- Josef Drahoňovský
- Jaroslav Horejc

## Užité umění
- Jindřich Halabala
- František Kysela
- Josef Salavec
- Václav Špála